# Coleophora riffelensis
Coleophora riffelensis é uma espécie de mariposa do gênero Coleophora pertencente à família Coleophoridae.